# John Jellicoe
Sir John Jellicoe (anglès: John Jellicoe, 1st Earl Jellicoe)  (Southampton, 5 de desembre de 1859 - Kensington, 20 de novembre de 1935) John Ruhworth Jellicoe, Primer Earl Jellicoe va ser un almirall de la Marina Real Britànica.

## Biografia
Va néixer a la ciutat portuària de Southampton i va ingressar a la Royal Navy com a cadet a 1872. La seva primera acció de combat va ocórrer en 1882 durant l'ocupació britànica d'Egipte. A 1888 va rebre el títol d'almirall i en 1891 ascendit a comandant el 30 de juny de 1891, Jellicoe es va unir al cuirassat HMS Sans Pareil a la flota mediterrània el març de 1892.
El 1893 va sobreviure al naufragi del HMS Victoria al Mediterrani, nau en què era segon al comandament. Set anys després, el 1900, va participar en l'expedició internacional que va capturar Pequín i va posar fi a la Rebel·lió dels bòxers, on va ser ferit de gravetat però va poder recuperar-se.
Sota el comandament del Baró John Arbuthnot "Jackie" Fisher, Jellicoe va ser Director de l'Artilleria Naval (1905 - 1907) i Director de la Marina (1908 - 1910). Enmig de la carrera armamentística que es produïa llavors entre les potències europees, va defensar enèrgicament la modernització de la marina i la construcció de nous models com el Dreadnought i el submarí, sempre prenent com a inspiració els èxits de la Marina Imperial Alemanya. Va recolzar així mateix les investigacions de Frederic Charles Dreyer sobre un modern (per l'època) sistema mecànic d'assistència de foc i la seva adopció per part dels nous vaixells de guerra britànics.
El 1911 Jellicoe va quedar com a subordinat de George Callaghan, comandant de la Home Fleet. No obstant això, en esclatar la Primera Guerra Mundial Callaghan va ser destinat a la reserva per Winston Churchill i Jellicoe el va substituir. Tant Churchill (que el va definir com "l'únic home en ambdós bàndols capaç de perdre la guerra en una tarda") com Jellicoe estaven profundament descontents amb les accions de Callaghan a la Marina.
Jellicoe va ser comandant de la flota britànica a la batalla de Jutlàndia de 1916, un dels majors enfrontaments entre vaixells de guerra cuirassats de la història i que va acabar amb un resultat poc clar que no permet adjudicar la victòria sense dubtes a cap dels dos bàndols. La seva actuació en la batalla és encara matèria de controvèrsia i no està exempta de crítiques, si bé moltes de les acusacions sobre suposats errors en el transcurs de la batalla s'adjudiquen alternativament a Jellicoe i al seu segon, David Beatty.
El novembre de 1916 va ser nomenat Primer Sea Lord, però el 1917 va ser acomiadat de forma sobtada pel nou Lord de l'Almirallat, Sir Eric Campbell Geddes i va ser succeït de forma successiva per Rosslyn Wemyss i David Beatty.
El 1918 va rebre el títol de Vescomte i va ser nomenat Governador General de Nova Zelanda, tasca que exerciria entre setembre de 1920 i novembre de 1924. Al seu retorn a Anglaterra a 1925, va ser nomenat Primer Earl Jellicoe. Va morir el novembre de 1935.